# Guanting Shuiku
Guanting Shuiku (chiń. upr. 官厅水库; pinyin Guāntīng Shuǐkù) – zbiornik retencyjny na rzece Yongding we wschodnich Chinach, położony w powiecie Huailai w prowincji Hebei i częściowo w dzielnicy Yanqing w granicach miasta wydzielonego Pekin, niecałe 80 km od ścisłego centrum. Powstał w wyniku przegrodzenia rzeki zaporą ziemną. Prace konstrukcyjne trwały od października 1951 roku do maja 1954 roku, w późniejszych latach przebudowany i powiększony (m.in. w 1988 roku). Zlewnia zbiornika ma powierzchnię 43400 km² a jego pojemność całkowita wynosi 4,16 mld m³ (pierwotnie 2,27 mld m³). Wykorzystywany jest on do celów przeciwpowodziowych, a także do celów energetycznych, do nawadniania użytków rolnych oraz do zaopatrzenia w wodę Pekinu. Zapora ma 52 m wysokości, a w jej wschodniej części znajduje się elektrownia wodna o mocy 30 MW.